# Hesty Aryatura
Hesty Aryatura o Hesty Klepek Klepek (Bandung, el 18 de mayo de 1994) es una cantante dangdut indonesia. Se hizo famosa con su primer corte musical titulado "Klepek Klepek", escrita y compuesta por Papa T Bob.

## Discografía

### Single
- Klepek Klepek (2014)
- Aki Aki Ganjen (2014)
- Cinta Pertama (2015)